# NGC 2423
NGC 2423 je otvoreni skup u zviježđu Krmi. 

## Vanjske poveznice
- SEDS: NGC 2423